# Provinz Arque

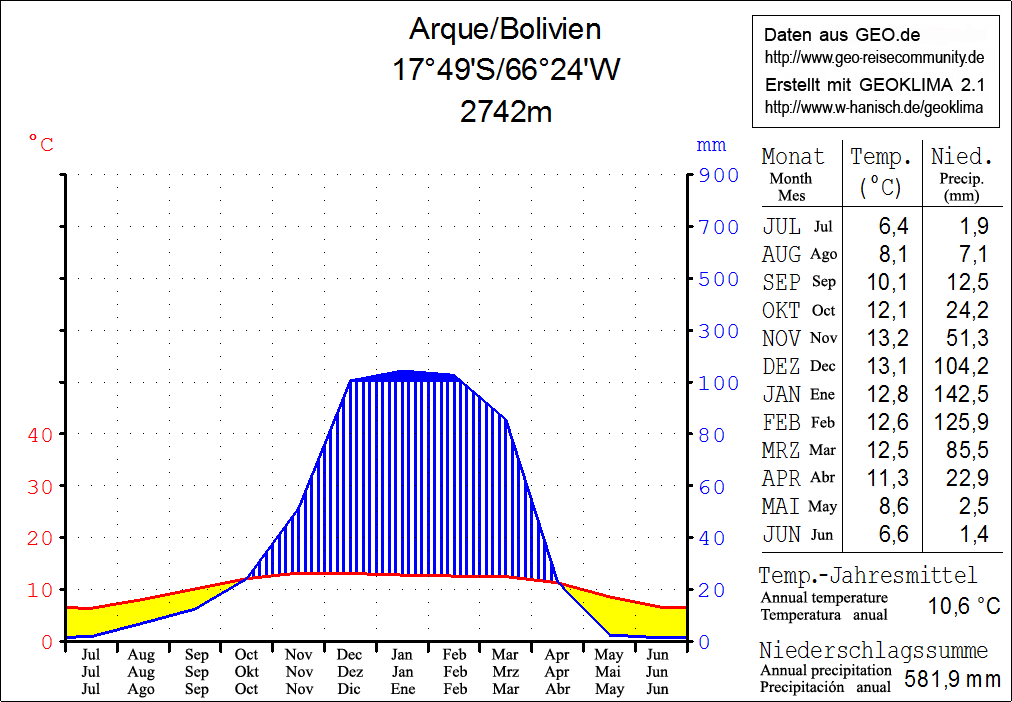
Klimadiagramm Arque

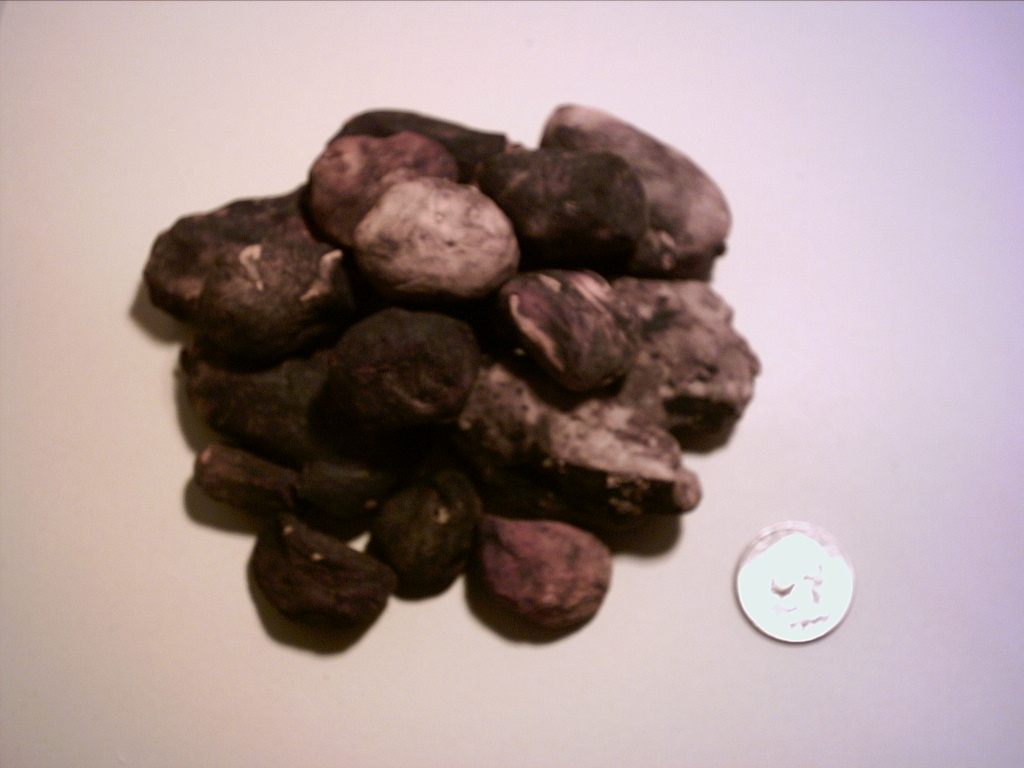
Chuños, gefriergetrocknete Kartoffeln

Arque ist eine der 16 Provinzen im Departamento Cochabamba in den östlichen Kordilleren des südamerikanischen Staates Bolivien.

## Lage im Nahraum
Die Provinz Arque liegt auf 3.000 bis 4.500 Metern Höhe in den bolivianischen Anden, etwa 250 Kilometer westlich von Cochabamba, der Hauptstadt des gleichnamigen Departamentos. Die Landschaft ist stark zerklüftet. Am nördlichen Ufer des Río Arque, einem Zufluss des Río Grande, liegt die Provinzhauptstadt Arque.
Die Provinz Arque wird umschlossen von der Provinz Tapacarí im Nordwesten, der Provinz Quillacollo im Nordosten, der Provinz Capinota im Osten, dem Departamento Potosí im Südosten, der Provinz Bolívar im Süden und dem Departamento Oruro im Westen.
Die Provinz erstreckt sich etwa zwischen 17° 40' und 17° 58' südlicher Breite und 66° 40' und 67° 12' westlicher Länge, ihre Ausdehnung von Westen nach Osten beträgt bis zu 50 Kilometer, von Norden nach Süden 30 Kilometer.

## Geographie
Die Provinz Arque liegt in einem der nördlichen Ausläufer der bolivianischen Cordillera Central. Das Klima ist semi-arid und ein typisches Tageszeitenklima, bei dem die mittleren Temperaturunterschiede zwischen Tag und Nacht deutlicher ausfallen als zwischen den Jahreszeiten.
Arque weist in den Tälern einen durchschnittlichen Jahresniederschlag von 600 mm und einer Jahresdurchschnittstemperatur von 11 °C auf (siehe Klimadiagramm Arque). Die Trockenzeit dauert von Mai bis September und weist niedrigere Temperaturen auf, vor allem in den höheren Lagen sind Nachtfröste verbreitet. Die Regenzeit dauert von Dezember bis April und ist wärmer als der Jahresdurchschnitt; die Niederschläge fallen häufig als verheerende Hagelschauer, die Aussaaten und Ernten vernichten können.

## Bevölkerungszahl
Die Einwohnerzahl der Provinz Arque ist in den vergangenen drei Jahrzehnten leicht angestiegen.
| Jahr | Einwohner | Quelle       |
| ---- | --------- | ------------ |
| 1992 | 18 249    | Volkszählung |
| 2001 | 23 464    | Volkszählung |
| 2012 | 20 630    | Volkszählung |
| 2024 | 21 184    | Volkszählung |

| INE 1992          | Provinz | %-Anteil |
| ----------------- | ------- | -------- |
| Bevölkerung       | 18.249  | 100 %    |
| 00–14 Jahre       | 7.804   | 42,8 %   |
| 15–64 Jahre       | 9.314   | 51,0 %   |
| 65 und mehr Jahre | 1.131   | 6,2 %    |

## Sprache
Die überwiegend indigene Bevölkerung spricht zu 99,2 Prozent Quechua, und fast 75 Prozent der Menschen versteht ausschließlich Quechua. Ein Viertel der Bevölkerung wächst zweisprachig auf und verständigt sich auch in Spanisch. Aymara wird von weniger als ein Prozent der Menschen beherrscht. An den Schulen wurde bisher vorwiegend in Spanisch unterrichtet.

## Wohn- und Lebenssituation
Arque gilt als eine der ärmsten oder sogar ärmste Provinz innerhalb Cochabambas. Die überwiegend ländliche Bevölkerung lebt zumeist in einfachsten Unterkünften aus Lehmziegeln mit Dächern aus Lehm und Stroh und einem Fußboden aus festgestampfter Erde. Oft bestehen die Häuser nur aus einem Raum, in dem zudem auf offenem Feuer gekocht wird.
| INE 1992                   | Provinz | %-Anteil |
| -------------------------- | ------- | -------- |
| Alphabetisierung (ab 6 J.) |         |          |
| schreib- und lesefähig     | 5.967   | 40,6 %   |
| Analphabeten               | 8.607   | 58,6 %   |
| ohne Spezifizierung        | 111     | 0,8 %    |
| Schulbildung (ab 6 J.)     |         |          |
| kein                       | 6.967   | 47,4 %   |
| Basisbildung               | 6.077   | 41,4 %   |
| Grundniveau                | 601     | 4,1 %    |
| mittlere Bildung           | 95      | 0,6 %    |
| technische Bildung         | 5       | 0,1 %    |
| normale Bildung            | 80      | 0,5 %    |
| Universität                | 6       | 0,1 %    |
| andere                     | 11      | 0,1 %    |
| ohne Spezifizierung        | 843     | 5,7 %    |
| Wasserversorgung           |         |          |
| innerhalb der Unterkunft   | 33      | 0,7 %    |
| außerhalb der Unterkunft   | 190     | 4,2 %    |
| ohne Wasseranschluss       | 4.304   | 95,1     |
| Stromanschluss             |         |          |
| mit Stromanschluss         | 51      | 1,1 %    |
| ohne Stromanschluss        | 4.476   | 98,9 %   |
| Sanitärausstattung         |         |          |
| Kanalisation               | 1       | 0,0 %    |
| Cámara Séptica             | 5       | 0,1 %    |
| andere                     | 107     | 2,4 %    |
| ohne Spezifizierung        | 4.414   | 97,5 %   |
| Religion                   |         |          |
| katholisch                 | 15.270  | 83,9 %   |
| evangelisch                | 2.359   | 12,9 %   |
| andere                     | 47      | 0,3 %    |
| keine                      | 153     | 0,8 %    |
| ohne Spezifizierung        | 374     | 2,1 %    |

## Wirtschaft
Die meisten Familien betreiben Landwirtschaft für den Eigenbedarf. Auf den kargen, abschüssigen Feldern werden Mais, Weizen, Gerste und Kartoffeln angebaut. Letztere werden auch nach traditionellem Verfahren gefriergetrocknet im Boden konserviert und als Chuños verzehrt.

## Verkehrsnetz
Im Juni 2006 wurde die längste Wantenbrücke des Landes fertiggestellt. Die 162 m lange Brücke überquert den Río Tacopaya. Sie befindet sich bei Kilometer 101 auf der Straße nach Oruro. Zweck dieser Brücke ist eine das Jahr über durchgängige Befahrbarkeit, während der Weg zuvor üblicherweise abgeschnitten wurde, wenn der Fluss in der Regenzeit viel Wasser führte.

## Gliederung
Die Provinz Arque ist in zwei Municipios, auch Sektionen (spanisch: sección) oder secciones municipales genannt, gegliedert:
- 03-0601 Municipio Arque (1. Sektion) mit 10.634 Einwohnern (Volkszählung 2024) im Westen der Provinz;
- 03-0602 Municipio Tacopaya (2. Sektion) mit 10.549 Einwohnern im Osten der Provinz.

Die beiden Municipios mit jeweils einem Bürgermeister und Gemeinderat sind wiederum in jeweils zwei Kantone unterteilt, die jeweils unter der Obhut eines Corregidors (Amtsmann) stehen. Die Provinz wird von einem Subpräfekten geleitet.

## Ortschaften in der Provinz Arque
- Municipio Arque
  - Cocamarca 330 Einw. – Arque 308 Einw. – Pongo Kasa 210 Einw. – Kalapaqueri 182 Einw.

- Municipio Tacopaya
  - Tacopaya 535 Einw. – Totora Pampa 246 Einw.